# Unione Nazionale Africana di Zimbabwe
L'Unione Nazionale Africana Zimbabwe (in inglese: Zimbabwe African National Union - ZANU) è stato un partito politico della Rhodesia.

## Storia
La ZANU nasce da una scissione dell'Unione Popolare Africana di Zimbabwe (ZAPU), ad opera di Ndabaningi Sithole, Herbert Chitepo, Edgar Tekere, Leopold Takawira e Robert Mugabe. Sithole, infatti, si era opposto alla decisioni di Joshua Nkomo, leader della ZAPU, di costituire un governo in esilio per opporsi al governo della Rhodesia. Sithole, invece, riteneva necessario che si continuasse l'opposizione dall'interno del paese.
La ZANU era, del resto, espressione delle etnie rurali della Rhodesia, mentre la ZAPU vedeva il prevalere delle componenti urbane. Mentre la ZAPU era sostenuta direttamente dall'Unione Sovietica, la ZANU trovò sostegno nella Repubblica Popolare Cinese. Entrambe le formazioni politiche erano, infatti, apertamente social-comuniste.
Nel 1976 la ZANU, guidata da Mugabe, decise di dar vita ad un accordo-paramilitare con la ZAPU: il Fronte Patriottico. Ciò determinò la frattura fra Mugabe e Sithole, che si opponeva all'uso della lotta armata. Mugabe creò, pertanto, l'Unione Nazionale Africana di Zimbabwe - Fronte Patriottico e Sithole diede vita alla Unione Nazionale Africana di Zimbabwe - Ndoge.
Alle elezioni del 1980 la ZANU-PF ottenne il 63% dei consensi e 57 seggi su 100. Lo ZANU-Ndonga ottenne appena il 2% dei consensi e non elesse alcun deputato.
| Controllo di autorità | VIAF (EN) 150068313 · ISNI (EN) 0000 0001 0671 925X · LCCN (EN) n50071083 · GND (DE) 1043460-4 · BNF (FR) cb12227744f (data) · J9U (EN, HE) 987007604867505171 |